# (9933) Alekseev
(9933) Alekseev es un asteroide perteneciente al cinturón de asteroides, descubierto el 19 de septiembre de 1985 por la astrónoma soviética Liudmila Chernyj y su esposo, también astrónomo, Nikolái Chernyj, desde el Observatorio Astrofísico de Crimea.

## Designación y nombre
Designado provisionalmente como 1985 SM3. Fue nombrado Alekseev en honor al profesor de matemáticas ruso Anatoli Semiónovich Alekséyev.